# La valle dell'oro (serie televisiva)
La valle dell'oro (Klondike) è una serie televisiva statunitense in 17 episodi trasmessi per la prima volta nel corso di una sola stagione dal 1960 al 1961.
È una serie western ambientata nel 1897 durante il periodo della corsa all'oro nella città di Skagway, nel Klondike. È interpretata da Ralph Taeger e James Coburn, due cercatori d'oro che si recano nella regione in cerca di fortuna. Taeger interpreta il "bravo ragazzo" Mike Halliday e Coburn il truffatore Jeff Durain. Mari Blanchard interpreta Kathy O'Hara, la proprietaria di un hotel.
Klondike non attirò un vasto pubblico in patria; la NBC annullò la serie spostando Taeger e Coburn nella serie di breve durata Acapulco in cui interpretano due detective in Messico.

## Personaggi e interpreti
- Mike Halliday, interpretato da Ralph Taeger.
- Kathy O'Hara, interpretato da Mari Blanchard.
- Jeff Durain, interpretato da James Coburn.
- Goldie (7 episodi, 1960-1961), interpretato da Joi Lansing.
- Brawler (4 episodi, 1960-1961), interpretato da Troy Melton.
- Joe Teel (3 episodi, 1960), interpretato da L.Q. Jones.

### Guest star
Tra le guest star: Frank Puglia, Lane Bradford, John Qualen, Ralph Moody, Patric Knowles, Ron Hayes, Hank Patterson, Emory Parnell, Lilyan Chauvin, Tudor Owen, Raymond Hatton, Jack Elam, Lawrence Dobkin, N.J. Davis, Jackie Coogan, Hugh Sanders, Charles Herbert, Charles Tannen, Joseph Mell, Robert Karnes, Howard McNear, Phillip Pine, Harry Lauter, Frank Ferguson, Steve Gravers, Edgar Buchanan, Robert F. Simon, Robert Griffin, Judson Pratt, Snub Pollard.

## Produzione
La serie fu prodotta da ZIV Television Programs e United Artists Television e girata nel Paramount Ranch ad Agoura in California. Le musiche furono composte da Vic Mizzy.

### Registi
Tra i registi sono accreditati:
- William Conrad in 2 episodi (1960)
- Elliott Lewis in 2 episodi (1960)
- Sam Peckinpah

### Sceneggiatori
Tra gli sceneggiatori sono accreditati:
- Richard Donovan in 2 episodi (1960-1961)
- Robert Hamner in 2 episodi (1960-1961)
- Jack Gariss in 2 episodi (1960)
- Sam Peckinpah in 2 episodi (1960)
- Lou Huston in 2 episodi (1961)

## Distribuzione
La serie fu trasmessa negli Stati Uniti dal 10 ottobre 1960 al 13 febbraio 1961 sulla rete televisiva NBC. In Italia è stata trasmessa con il titolo La valle dell'oro.

## Episodi
| Stagione       | Episodi | Prima TV USA |
| -------------- | ------- | ------------ |
| Prima stagione | 17      | 1960-1961    |